# آرنان میلشان
آرنان میلشان (عبری: ארנון מילצ'ן‎؛ زادهٔ ۶ دسامبر ۱۹۴۴) تهیه‌کننده اهل اسرائیل است. وی تاکنون تهیه‌کنندهٔ بیش از ۱۳۰ فیلم بلند بوده است. او شرکت ریجنسی انترتینمنت را در سال ۱۹۹۱ تأسیس کرد.
از فیلم‌هایی که وی در آن نقش داشته است، می‌توان به روزی روزگاری در آمریکا (۱۹۸۴)، برزیل (۱۹۸۵)، زن زیبا (۱۹۹۰)، قاتلین بالفطره (۱۹۹۴)، باشگاه مبارزه (۱۹۹۹) و ۱۲ سال بردگی (۲۰۱۳) اشاره کرد.